# Julia Görges
Julia Görges (Bad Oldesloe, 2. studenog 1988.) njemačka je umirovljena tenisačica.

## Životopis
Julia Görges počela je trenirati tenis s pet godina, kada su je roditelji odveli u lokalni teniski klub u kojem su rekreativno igrali.
Pobijedila je WTA broj 1 Caroline Wozniacki u finalu Stuttgarta u travnju 2011. godine te osvojila svoj drugi WTA turnir. Görges je svladala Wozniacki i početkom svibnja iste godine u Madridu. Još čeka na značajniji rezultat na Grand Slam turnirima.
Teniski su joj uzori Roger Federer i Martina Hingis. Također se divi Jeleni Janković. Trener joj je Sascha Nensel, nekadašnji trener Nicolasa Kiefera.

## Stil igre
Görges igra desnom rukom i odigrava dvoručni backhand. Najjači su joj udarci servis i forehand. Također ima solidan volej, što često koristi u igri parova. Dobro se snalazi na tvrdoj podlozi, no nije joj strana ni zemlja, što je dokazala osvojivši Stuttgart 2011. Ipak, najdraža podloga joj je trava.

## Osvojeni turniri

### Pojedinačno (2 WTA)
| Br. | Datum             | Turnir      | Suparnica u finalu | Rezultat    |
| 1.  | 25. srpnja 2010.  | Bad Gastein | Timea Bacsinszky   | 6:1, 6:4    |
| 2.  | 24. travnja 2011. | Stuttgart   | Caroline Wozniacki | 7:6(3), 6:3 |

## Rezultati na Grand Slam turnirima
| Grand Slam      | 2007. | 2008. | 2009. | 2010. | 2011. | 2012. |
| --------------- | ----- | ----- | ----- | ----- | ----- | ----- |
| Australian Open | -     | -     | 1k    | 2k    | 3k    | 4k    |
| Roland Garros   | -     | -     | 1k    | 2k    | 3k    |       |
| Wimbledon       | -     | -     | 2k    | 1k    | 3k    |       |
| US Open         | 1k    | 1k    | 1k    | 2k    | 3k    |       |

## Plasman na WTA listi na kraju sezone
| 2007. | 2008. | 2009. | 2010. | 2011. | 2012. |
| ----- | ----- | ----- | ----- | ----- | ----- |
| 131.  | 102.  | 78.   | 40.   | 21.   |       |

## Vanjske poveznice
- Službena stranica (njem.)(engl.)
- Profil na stranici WTA Toura (engl.)